# Gütenbach
Gütenbach – miejscowość i gmina w Niemczech, w kraju związkowym Badenia-Wirtembergia, w rejencji Fryburg, w regionie Schwarzwald-Baar-Heuberg, w powiecie Schwarzwald-Baar, wchodzi w skład wspólnoty administracyjnej Furtwangen. Leży w Schwarzwaldzie, ok. 22 km na północ od Fryburga Bryzgowijskiego.